# 関千里 (アナウンサー)
関 千里（せき ちさと、1976年9月23日 - ）は、茨城県出身のエフエム愛媛男性アナウンサー。既婚。1女の父親である。
2001年、エフエム愛媛入社。

## 担当番組
※全てエフエム愛媛での放送、2024年6月現在。

### 現在放送中
- 「愛媛FC 森脇良太の『誘ってんじゃん RADIO』」
- 「『翔け不死鳥！』～Next Stage～ 松山フェニックス」
- 「SONG MUSEUM」

### 出演終了
- 「JOEUマンスリーパワープレイ」 - 2024年6月現在、エフエム愛媛女性アナウンサーの廣實萌々花が担当。

### 放送終了
- 「一心!愛媛FC」
- 「Forza!愛媛FC」
- 「愛媛FC GO GO 西田GO! 」